# Micromia parvipennata
Micromia parvipennata är en fjärilsart som beskrevs av W. Warren 1906. Micromia parvipennata ingår i släktet Micromia och familjen mätare. Inga underarter finns listade i Catalogue of Life.